# Olga Gil Medrano
Pour les articles homonymes, voir Medrano.
Olga Gil Medrano est une mathématicienne espagnole née à Burgos en 1956. Professeur à l'université de Valence, elle en est la vice-rectrice chargée des relations internationales et de la coopération.

## Biographie
Elle est membre du Comité exécutif de la Société mathématique européenne (2005-2008), membre du Comité scientifique de l'Institut de mathématiques de l'Académie des sciences polonaise, le "Banach Center" (2006-2009) et depuis 2009 elle est membre du Comité scientifique du Centre international de Tbilissi en mathématiques et informatique, de l'Académie des sciences naturelles de Géorgie.
Elle est, de 2006 à 2009, présidente de la Société royale mathématique espagnole et, de 2008 à 2009 présidente du Comité espagnol pour l'Union mathématique internationale. 
Depuis 2010 elle est professeur au sein du Département de Géométrie et Topologie de l'Université de Valence, où elle a étudié en 1978. Elle obtient son doctorat à l'Université de Valence en 1982 sous la direction d'Antonio Martínez Naveira avec une thèse intitulée Certain Geometric and Topological Properties of Some Classes of Almost-Product Manifolds , puis elle soutient une thèse de troisième cycle à l'Université Pierre-et-Marie-Curie en 1985 avec une thèse Sur le problème de Yamabe concernant les variétés localement conformement plates sous la direction de Thierry Aubin.
Elle développe ensuite une intense activité de chercheuse en collaboration avec des mathématiciens de divers pays, centrée sur le domaine de l'analyse géométrique. Elle est l'autrice de Un monde dans la poche, la géométrie pliante de Santiago Calatrava Valls, dont elle est une continuatrice.
Depuis avril 2010 elle est vice-rectrice dans l'équipe d'Esteban Morcillo Sanchez à l'Université de Valence.

## Distinction
En 2021 elle reçoit la médaille de la Société royale mathématique espagnole.

## Publications
- Differential geometry, ed. F. J. Carreras, O. Gil-Medrano, A. M. Naveira, 1989
- Differential geometry proceedings of the 3rd international symposium held at Peñíscola, Spain, June 5-12, 1988
- Sur le problème de Yamabe concernant les variétés localement conformément plates